# Rudolf Scheffel
Rudolf Scheffel (* 6. Juni 1901 in Debschwitz; † 8. September 1943 in Berlin-Plötzensee) war ein deutscher Kommunist und Widerstandskämpfer.

## Leben
Rudolf Scheffel trat 1922 in die KPD und den KJVD ein. 1923 wurde er kurzzeitig in Schutzhaft genommen.
Er war Mitarbeiter im Thüringer Volksbildungsministerium in Weimar.
1924 wurde er Geschäftsführer der Ostthüringischen Arbeiterzeitung und ab 1925 leitender Mitarbeiter des Verlags Die junge Garde; währenddessen auch Mitglied im Zentralkomitee der KPD.
Erstmals wurde er von den Nationalsozialisten nach dem Reichstagsbrand 1933 verhaftet und für sechs Wochen inhaftiert. Nach weiteren Verhaftungen wurde er am 17. August 1943 vom Volksgerichtshof zum Tode verurteilt.
Rudolf Scheffel wurde während der Plötzenseer Blutnächte hingerichtet. 

## Ehrungen
- Die "15. POS 'Rudolf Scheffel'" in Gera (heute Staatliche berufsbildende Schule Gewerbliche Berufe, Eiselstraße 44) war nach ihm benannt.
- In Debschwitz ist seit dem 14. September 1947 die Rudolf-Scheffel-Straße nach ihm benannt. Dort erinnern auch eine Gedenktafel und seit 2010 ein Stolperstein an ihn.

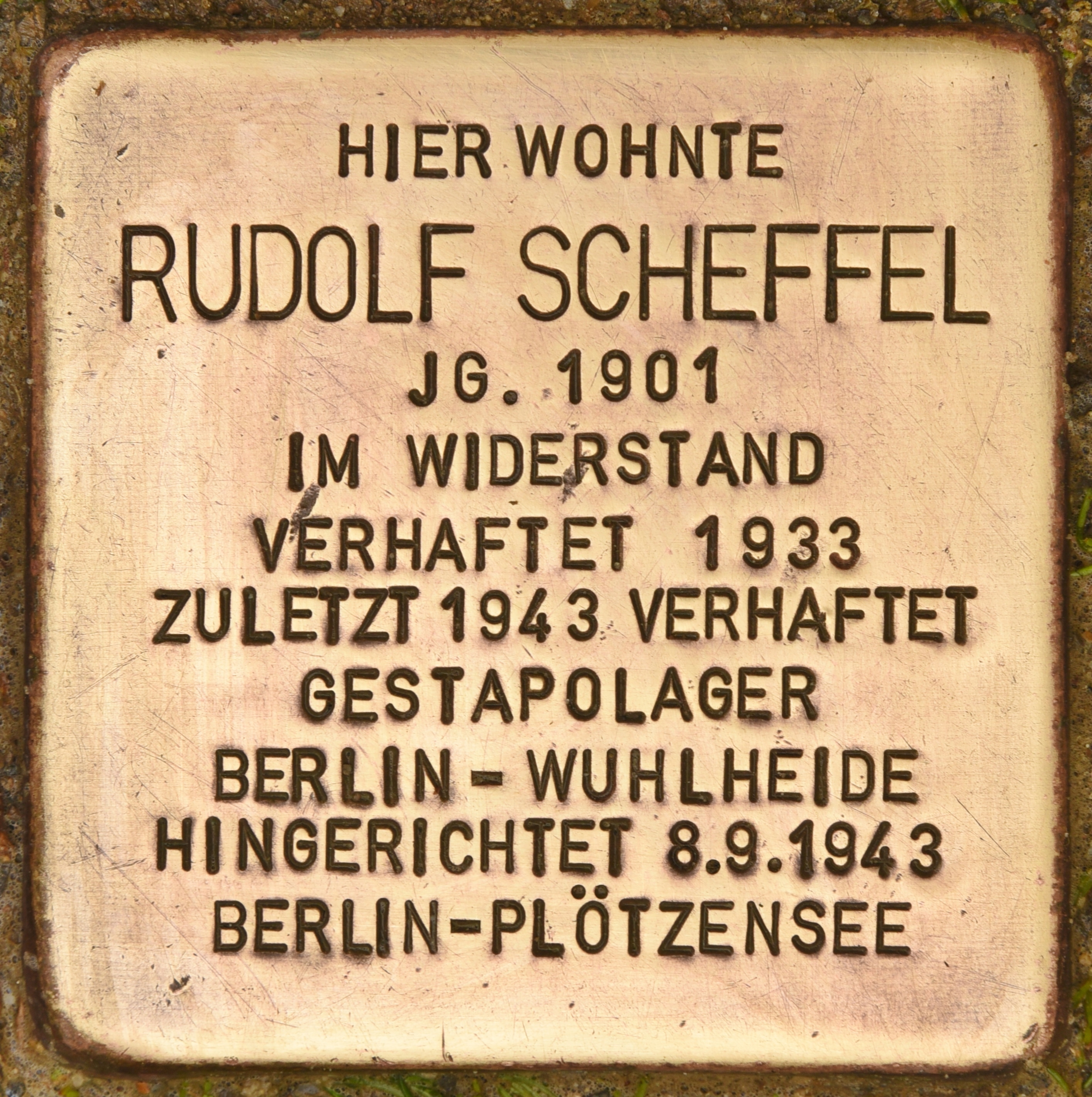
Stolperstein in der Rudolf-Scheffel-Straße in Gera
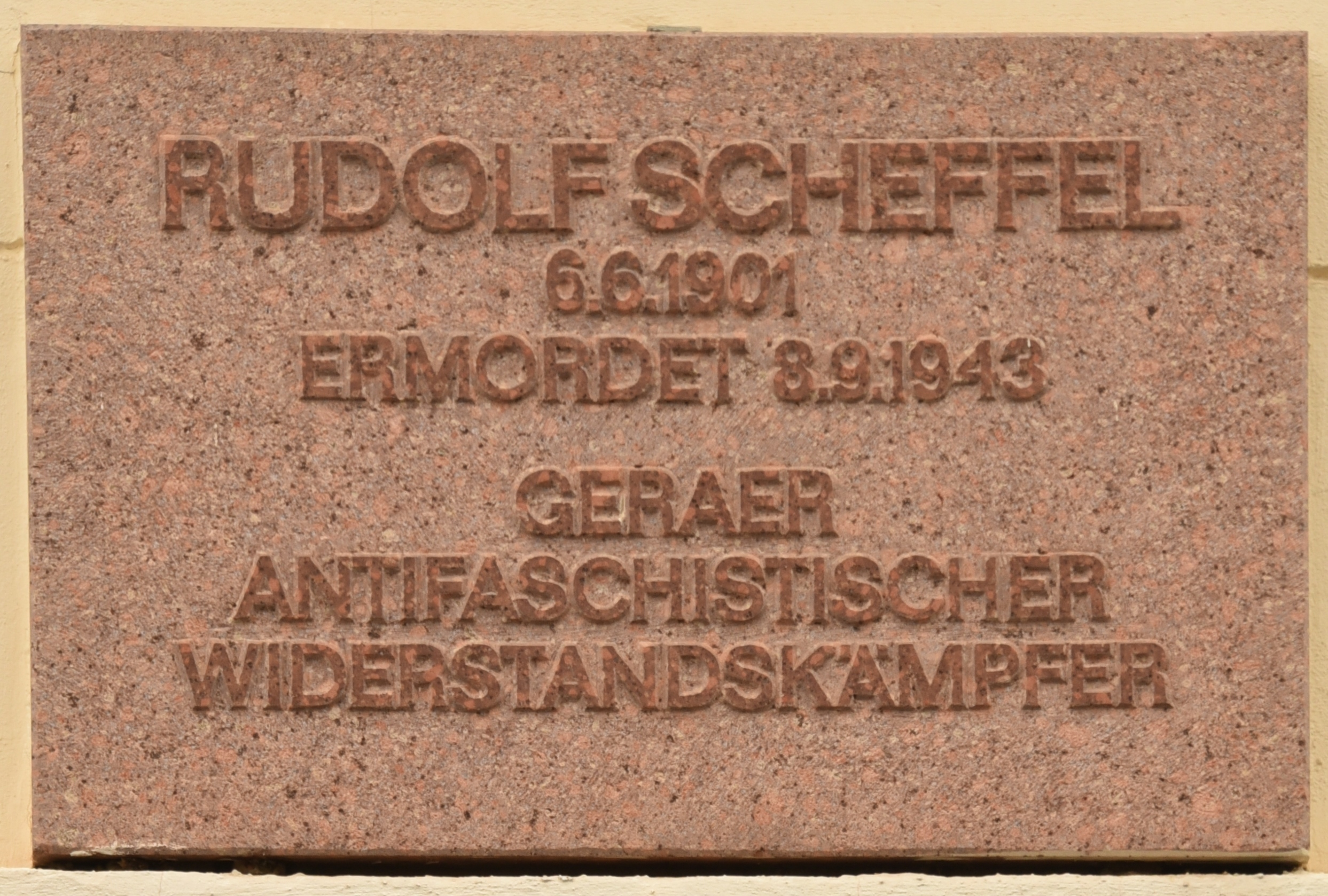
Gedenktafel
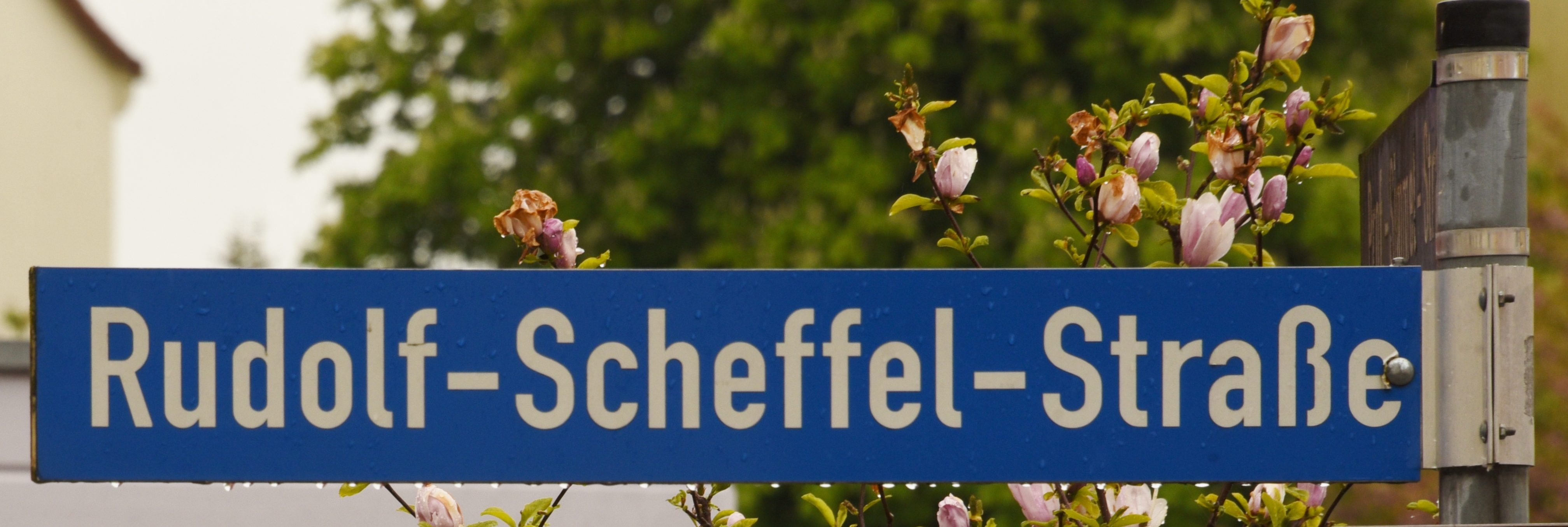
Straßenschild